# Ischiolepta longispina
Ischiolepta longispina är en tvåvingeart som beskrevs av Papp 1973. Ischiolepta longispina ingår i släktet Ischiolepta och familjen hoppflugor. Inga underarter finns listade i Catalogue of Life.